# Franz Schlik

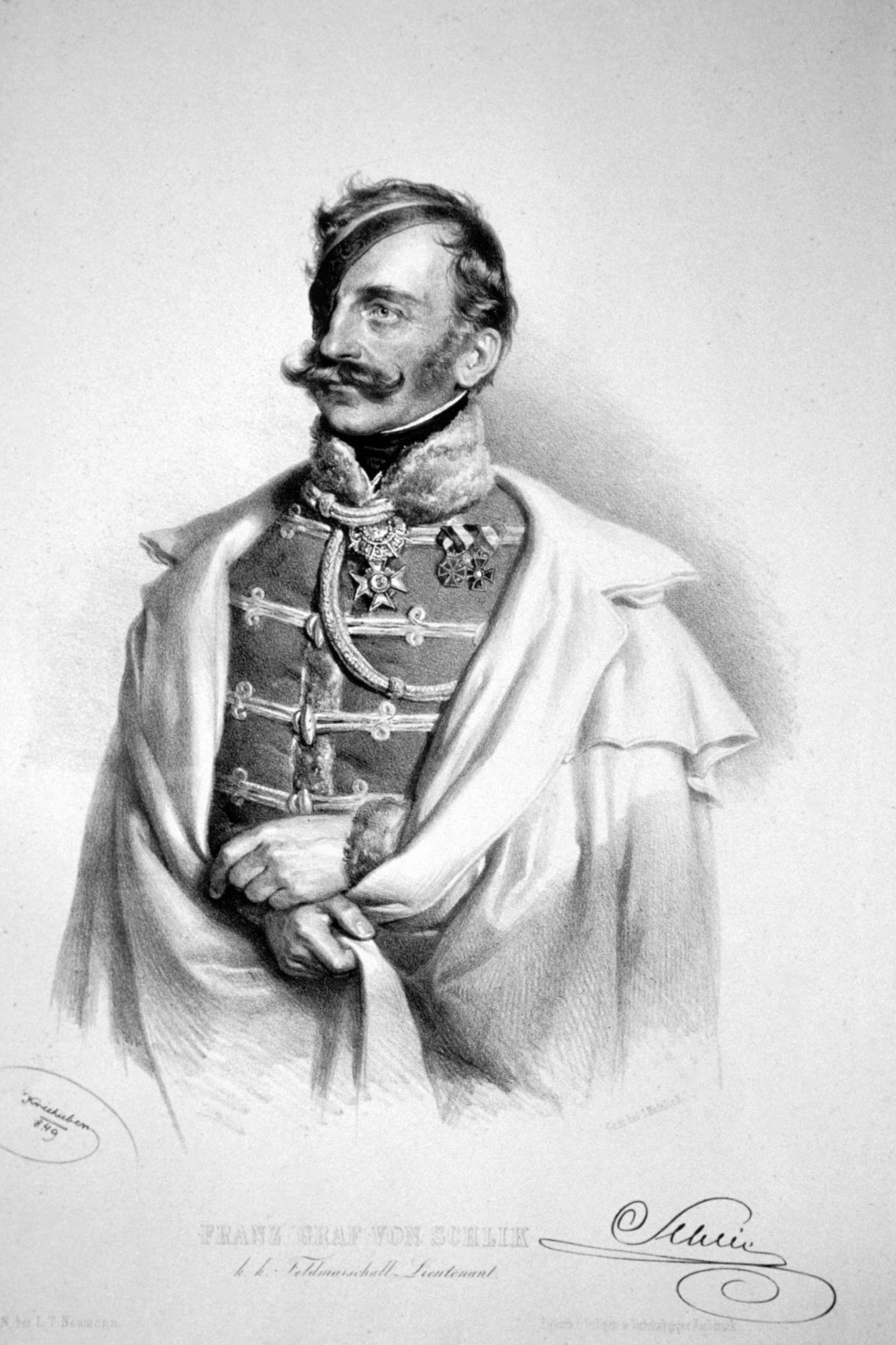
Franz Graf Schlik, litografie de Josef Kriehuber, 1849

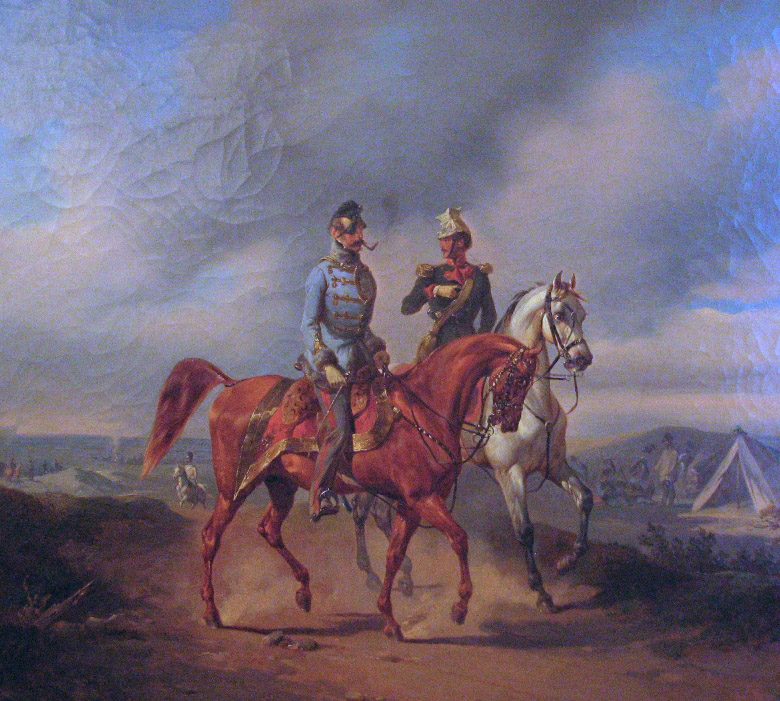
Generalul de cavalerie Schlik cu adjutantul său (pictură de Joseph Heicke, Muzeul de Istorie Militară din Viena).

Franz Joseph Heinrich Graf Schlik zu Bassano und Weißkirchen (n. 23 mai 1789, Praga, Regatul Boemiei – d. 17 martie 1862, Viena, Imperiul Austriac) a fost un conte și general de cavalerie austriac. El a fost unul dintre cei mai de succes generali austrieci în timpul Revoluției Maghiare din 1848-1849.

## Biografie

### Războaiele Napoleoniene
Contele Schlik a intenționat să urmeze în tinerețe studii de drept, dar în 1808 s-a înrolat în Armata Imperială Austriacă și a luat parte la Războaiele Napoleoniene. A fost locotenent într-un regiment de cuirasieri la izbucnirea Războiului celei de-a Cincea Coaliții în 1809, fiind avansat locotenent major după bătălia de la Aspern-Essling și Rittmeister (căpitan) în timpul campaniei. În 1812, când Austria s-a aliat cu Franța, el a părăsit armata, dar s-a înrolat din nou în august 1813 după Declarația de război a Austriei împotriva lui Napoleon și a fost ofițer adjutant al împăratului Francisc, suferind o rană periculoasă la cap în Bătălia de la Wachau, din apropiere de Leipzig, care-l va face să piardă ochiul drept. A avansat în următorii ani de pace până la gradul de Feldmarschall-Leutnant și comandant al unui regiment de husari.

### Revoluția de la 1848-1849
După izbucnirea Revoluției de la 1848 în Imperiul Austriac, generalul locotenent Schlik a fost numit comandant al Cracoviei, iar la sfârșitul lui noiembrie 1848 a condus un corp de 8.000 de oameni prin Pasul Dukla într-o diversiune militară împotriva revoluționarilor din Ungaria Superioară (Slovacia) menită să ascundă intervenția ulterioară a unei armate numeroase conduse de generalul Alfred de Windisch-Graetz în Campania de Iarnă a Revoluției Maghiare.  A obținut mai multe victorii împotriva trupelor revoluționare maghiare superioare numeric. Pe 11 decembrie 1848 Schlik l-a învins pe Sándor Pulszky în Bătălia de la Budamér și a ocupat orașele Eperjes (azi Prešov, Slovakia) și Kassa (azi Košice, Slovakia). 
Victoriile sale au reprezentat un avertisment pentru Comisia Militară Maghiară care a adunat aproximativ 10.000 de oameni în jurul orașului Miskolc sub comanda lui Lázár Mészáros, dar Schlik i-a învins pe 28 decembrie 1848 în Bătălia de la Szikszó și pe 4 ianuarie 1849 la Kassa.
Schlik a așteptat două săptămâni înainte de a relua atacul. În acest timp, György Klapka a reorganizat legiunea din zona Tisei Superioare și, din acest motiv, maghiarii au câștigat Bătălia de la Tarcal pe 22 ianuarie și Bătălia de la Bodrogkeresztúr a doua zi. Pe 31 ianuarie, în Bătălia de la Tokaj, Schlik și Windish-Grätz au atacat pozițiile lui Klapka, pierzând din nou. Victoria lui Richard Guyon în Bătălia de la Branyiszkó a creat oportunitatea ca armata lui Schlik să fie înconjurată, dar Henryk Dembiński nu și-a schimbat planurile. Forțele lui Schlik au scăpat din încercuire și s-au alăturat lui Windish-Grätz. Cele două armate combinate au câștigat Bătălia de la Kápolna în 26-27 februarie. 
Schlik a participat la Campania de Primăvară în calitate de comandant al Legiunii a III-a. El a pierdut bătălia împotriva lui András Gáspár, conducătorul celei de-a șaptea legiuni maghiare în Bătălia de la Hatvan din 2 aprilie. A luat parte la Bătălia de la Isaszeg pe 6 aprilie și la prima bătălie de la Komárom pe 26 aprilie și apoi s-a retras în direcția râului Rába. A participat la Campania de Vară în calitate de conducător al Legiunii I și a fost astfel comandantul armatelor austriece în Bătălia de la Győr din 28 iunie și în a doua și a treia bătălie de la Komárom din luna iulie. Julius Jacob von Haynau a mutat legiunile austriece pe trei linii paralele împotriva maghiarilor la Seghedin. Schlik a fost liderul liniei care a avansat spre Macău și s-a luptat să traverseze râul Mureș pe 5 august.
La 5 septembrie 1849 Schlik a fost avansat general de cavalerie și a fost decorat cu Ordinul Militar Maria Terezia și cu Ordinul Coroana de Fier pentru victoriile sale.

### Campania din Italia și sfârșitul carierei
După înfrângerea Ungariei, a fost comandantul Corpului II de Armată și comandantul general al Moraviei. În iunie 1854 a fost numit comandant al Armatei a IV-a, staționată în Galiția, cu care a participat în 1859 pe teatrul de război din Italia. Pe 24 iunie 1859, după Bătălia de la Magenta, a fost numit comandant al Armatei a II-a Austriece, în locul lui Ferenc József Gyulay. A condus armata în Bătălia de la Solferino în fața aripii din dreapta. După Armistițiul de la Villafranca a fost trecut în rezervă pe motiv de vârstă.
Schlik i-a comandat arhitectului Carl Tietz să-i construiască un palat în anii 1856-1858 pe Türkenstraße 25, în zona Neu-Wien din extinderea Vienei; el a fost primul locuitor al noii străzi Türkenstraße. Schlik a murit pe 17 martie 1862. Chiar și în anul în care a murit, aleea care trecea prin fața palatului său a fost numită după el, Schlickgasse, iar piața adiacentă a fost numită Schlickplatz în 1872.

## Bibliografie

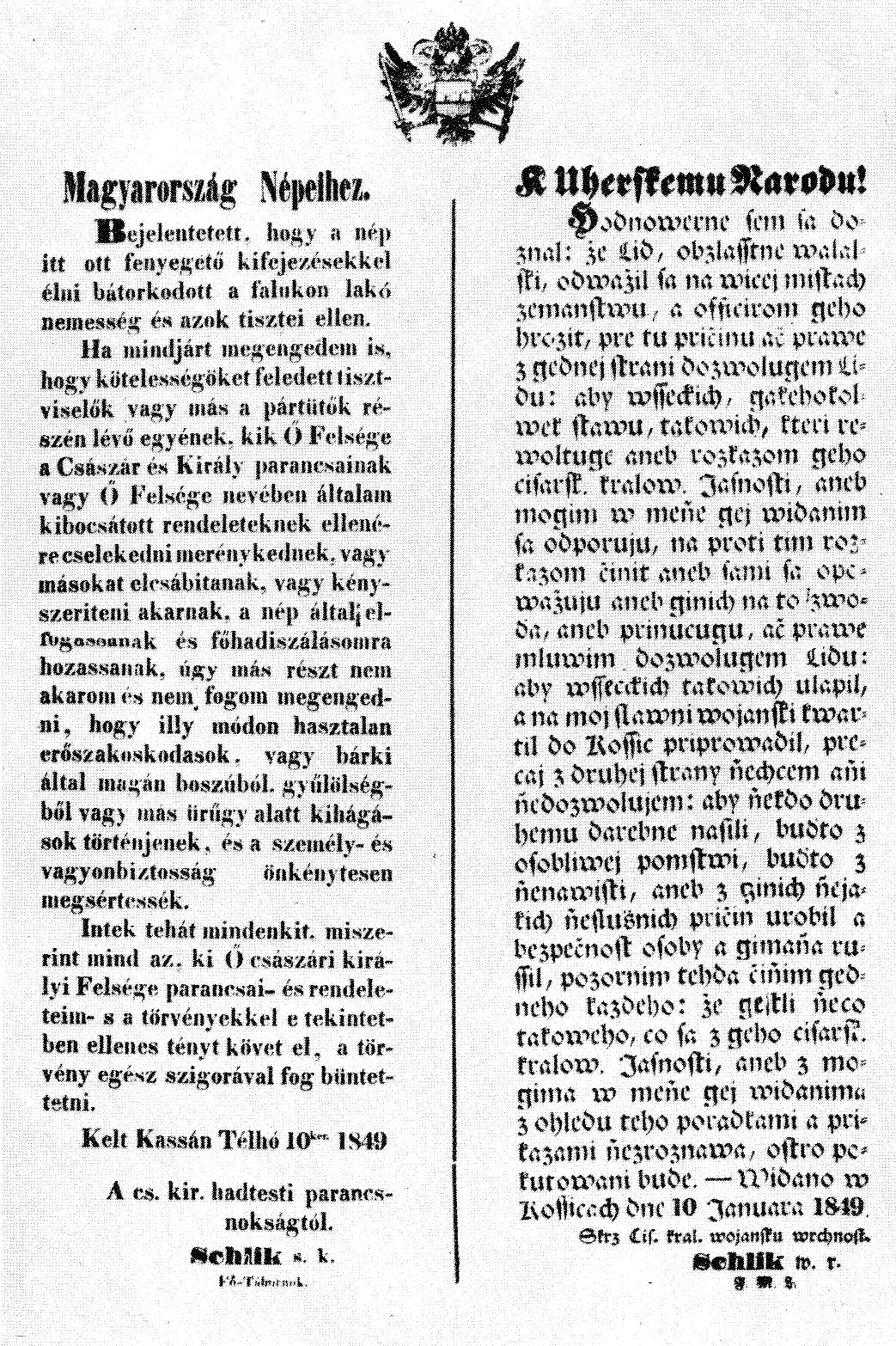
Proclamația lui Schlik către maghiari din 10 decembrie 1848